# Tín Lăng quân
Tín Lăng quân (chữ Hán: 信陵君; ? - 243 TCN), tên thật Ngụy Vô Kị (魏無忌), là một công tử nước Ngụy thời Chiến Quốc trong lịch sử Trung Quốc.
Ông nổi tiếng là một người khẳng khái, được liệt vào một trong Chiến Quốc tứ công tử lừng danh trong lịch sử. Trong Tứ công tử, Tín Lăng quân được đánh giá là người khí khái anh hùng nhất.

## Tiểu sử
Ngụy Vô Kị là con út của Ngụy Chiêu Vương, em cùng cha khác mẹ với Nguỵ An Ly Vương. Năm 277 TCN, Ngụy Chiêu Vương chết, An Ly Vương nên ngôi, phong Ngụy Vô Kị là Tín Lăng quân.
Tín Lăng quân Ngụy Vô Kị được đánh giá là một vị công tử nhân hậu, trọng người hiền, khiêm tốn với kẻ sĩ và biết nghe lời kẻ sĩ khuyên bảo. Ông tuy còn ít tuổi nhưng đã có tiếng tăm là người trọng kẻ sĩ. Mạnh Thường quân của nước Tề bị gièm pha mất chức Tướng quốc, bèn sang nước Nguỵ nương nhờ ông.
Mạnh Thường quân khuyên ông kết giao với Bình Nguyên quân của nước Triệu, là em trai của Triệu Huệ Văn Vương. Tín Lăng quân nghe theo, bèn giao du với Bình Nguyên quân và trở nên thân thiết. Sau đó ông gả chị cho Bình Nguyên quân, quan hệ hai bên càng thân.

## Gặp Hầu Doanh và Chu Hợi
Xem chi tiết: Hầu Doanh
Tín Lăng quân là người trọng kẻ sĩ, không hề quan trọng sang hèn, vì vậy kẻ sĩ tranh nhau kéo đến. Khách trong phủ tới ba nghìn người.
Thời đó nước Ngụy có người ẩn sĩ tên là Hầu Doanh đã bảy mươi tuổi, làm chức giữ cửa thành Di Môn của Đại Lương, kinh đô nước Ngụy. Tín Lăng Quân nghe tin đến mời muốn đem hậu lễ để tặng nhưng Hầu Doanh nhất định không nhận. Ông liền đặt tiệc rượu đâu đấy chỉ để chỗ ngồi bên trái bỏ trống, thân hành đi đón Hầu Doanh, đối đãi hết mực cung kính.
Sau đó ông lại tự mình đánh xe cho Hầu Doanh, dù Hầu Doanh cố ý đòi vào thăm bạn là Chu Hợi, nói chuyện rất lâu, Vô Kỵ cũng không tỏ ý khó chịu. Hầu Doanh cảm phục sự khiêm nhường với kẻ sĩ của ông, nên bằng lòng theo. Sau đó Hầu Doanh lại tiến cử Chu Hợi là người làm hàng thịt cho Tín Lăng Quân. Mặc dù vậy Chu Hợi không hề đáp lễ.

## Trộm binh phù cứu nước Triệu
Tín Lăng quân là người hiền tài, những thực khách dưới quyền ông lại có nhiều người giỏi giúp đỡ nên vua Ngụy sợ không dám giao việc chính sự trong nước cho ông. Lúc đó nước Tần đã trở thành nước mạnh nhất trong các nước chư hầu. Năm 257 TCN, quân Tần bao vây thành Hàm Đan, kinh đô nước Triệu. Tể tướng nước Triệu là Bình Nguyên Quân, là anh rể của Tín Lăng Quân, cho người gửi thư xin nước Ngụy cưu viện. Vua Ngụy sai tướng quân Tấn Bỉ cầm mười vạn quân đi cứu Triệu nhưng vì bị sứ Tần sang doạ sẽ đánh Nguỵ nên Nguỵ vương ra lệnh cho Tấn Bỉ đóng quân án binh bất động chờ tình hình chiến sự hai bên.
Sở Khảo Liệt vương theo ước hợp tung, cũng sai Xuân Thân Quân Hoàng Yết mang quân sang cứu, nhưng quân Sở cũng khiếp sợ sức mạnh của quân Tần nên đóng quân từ xa không dám đánh.
Bình Nguyên Quân liên tục cho người sang giục Tín Lăng Quân xin quân tiếp viện. Tín Lăng Quân mấy lần xin Ngụy Vương, và giục các tân khách biện sĩ tìm đủ mọi cách nói với Ngụy Vương. Nhưng Ngụy Vương sợ Tần, rốt cuộc không nghe lời ông. Ông liền đem hết người trong nhà định sang Triệu liều chết với quân Tần. Trước khi ra đi ông đến cổng thành Di Môn để từ biệt Hầu Doanh. Hầu Doanh nói với ông:
Công tử yêu kẻ sĩ nổi tiếng khắp thiên hạ, nay gặp nạn không có phương kế nào khác mà lại muốn lao vào quân Tần, thế cũng như là ném thịt cho hổ đói chứ có ích gì đâu! Như thế thì dùng tân khách làm cái gì?
Tín Lăng quân lạy hai lạy và hỏi. Hầu Sinh bèn đuổi những người xung quanh ra rồi nói riêng với ông:
Doanh này nghe nói "Binh phù" của Tấn Bỉ thường để ở trong phòng ngủ của nhà vua mà nàng Như Cơ được nhà vua rất yêu, ra vào nơi phòng ngủ của nhà vua, có thể ăn trộm được. Doanh nghe nói cha của Như Cơ bị người ta giết. Như Cơ chứa giận ba năm, muốn tìm người báo thù cho cha, nhưng từ nhà vua trở xuống, không được một người nào. Như Cơ khóc với công tử. Công tử sai người khách chém đầu kẻ thù kính dâng lên Như Cơ. Như Cơ muốn báo ơn công tử, chết cũng không từ chối, nhưng vẫn chưa có dịp đấy thôi. Nay nếu công tử mở miệng nói với Như Cơ một lời thì thế nào Như Cơ cũng bằng lòng. Một khi đã có được "hổ phù", giành lấy quân đội của Tấn Bỉ, đem quân về phía Bắc, cứu nước Triệu, đuổi nước Tần về phía Tây, đó là công lao của Ngũ bá đời xưa.
Nguỵ Vô Kỵ nghe theo kế của Hầu Doanh, nói với Như Cơ. Như Cơ quả nhiên trộm được binh phù của Nguỵ vương dưa cho ông. Ông chuẩn bị ra đi, Hầu Doanh nói:
Công tử đến ghép phù, nếu như Tấn Bỉ không trao quân cho công tử mà lại muốn hỏi lại nhà vua thì công việc thế nào cũng hỏng mất. Người khách của tôi là anh hàng thịt Chu Hợi có thể cùng đi với công tử, anh ta là một lực sĩ. Nếu như Tấn Bỉ nghe theo thì tốt lắm. Nếu không thì sẽ sai đâm chết.
Vô Kỵ khóc nói với Hầu Doanh:
Tấn Bỉ là một vị lão tướng oai vệ. Tôi khóc vì sợ đến ông ta không nghe, phải giết ông ta mà thôi.
Vô Kỵ lại đến mời Chu Hợi, Chu Hợi cười mà rằng:
Tôi là anh hàng thịt, múa đao ở nơi chợ búa, mà công tử lại thân hành mấy lẩn đến thăm hỏi. Tôi sở dĩ không đáp lễ là vì nghĩ rằng không cần gì cái trò lễ nghi lặt vặt ấy. Nay công tử có việc nguy cấp, đó là lúc tôi hiến tính mạng cho công tử.
Chu Hợi bèn cùng Vô Kỵ ra đi. Đến đất Nghiệp, ông giả lệnh của Ngụy vương thay Tấn Bỉ. Tấn Bỉ ghép phù lấy làm ngờ, giơ tay, nhìn ông nói:
Nay tôi cầm binh mười vạn, đóng đồn ở nơi biên giới là một công việc nặng nề của nước. Ông đi một chiếc xe đến đây thay tôi, là nghĩa thế nào?
Tấn Bỉ ý không chịu nghe theo. Chu Hợi giấu ở trong ống áo cái chùy sắt bốn mươi cân, xông ngay đến đánh Tấn Bỉ chết. Tín Lăng quân bèn nắm lấy ấn tướng, chỉ huy quân của Tấn Bỉ, chỉnh đốn lại đội ngũ, ra lệnh trong quân:
Nếu cả cha và con đều ở trong quân, thì cha trở về; nếu cả anh và em ở trong quân thì anh trở về; nếu là con một không có anh em thì trở về mà nuôi cha mẹ.
Ông lựa trong 10 vạn quân của Tấn Bỉ được 8 vạn quân, hăng hái tiến lên quyết chiến với quân Tần. Tướng Tần là Vương Lăng thấy hai cánh quân cứu viện lâu ngày không dám tiến, nghĩ rằng quân chư hầu nhát, không ngờ quân Nguỵ ồ ạt kéo đến. Nguỵ Vô Kỵ dẫn quân kịch chiến với quân Tần. Quân Tần thua trận, phải giải vây rút lui.
Vua Triệu và Bình Nguyên Quân thân hành đón công tử ở biên giới, hết lòng cảm tạ ơn giải vây của ông.

## Ở nước Triệu
Nguỵ Vô Kỵ biết vua Ngụy giận mình ăn trộm binh phù của mình, lừa giết Tấn Bỉ, nên sau khi đã đuổi quân Tần, cứu được nước Triệu, ông sai các tướng đem quân trở về nước Ngụy, còn mình cùng với những người khách ở lại nước Triệu.
Triệu Hiếu Thành Vương bàn với Bình Nguyên Quân phong cho ông năm thành. Ban đầu Tín Lăng quân nghe tin đó, có ý kiêu căng về công trạng, nhưng sau nghe lời tân khách, ông tỏ ra khiêm nhường với Triệu vương, không nhận công lao. Triệu vương tin rằng ông sẽ từ chối lấy 5 thành nên cho ông đất Hoắc để làm thực ấp. Sau đó Ngụy vương cũng lại cho ông hưởng lộc đất Tín Lăng như cũ, nhưng công tử vẫn ở lại nước Triệu.
Ở Triệu, ông nghe danh Mao Công và Tiết Công là người hiền liền tìm đến chơi làm bạn tâm đắc.

## Trở về nước Ngụy
Tín Lăng Quân ở lại Triệu mười năm không về, nước Tần nghe tin ông ở Triệu, sai tướng là Mông Ngao ngày đêm đem binh về hướng Đông đánh Ngụy. Vua Ngụy lo lắng, sai sứ đến mời ông về. Ban đầu Tín Lăng quân sợ vua Nguỵ giận nên không muốn về.
Mao Công và Tiết Công đến gặp ông khuyên rằng:
Sở dĩ công tử được trọng ở Triệu, nổi danh khắp chư hầu, là vì có nước Ngụy. Nay Tần đánh Ngụy, Ngụy nguy cấp mà công tử không lo đến. Nếu nước Tần phá thành Đại Lương, san phẳng tôn miếu của tiên vương thì công tử còn mặt mũi nào mà đứng trong thiên hạ?
Tín Lăng quân hiểu ra, lập tức lên đường về nước.
Vua Ngụy thấy công tử, hai người cùng khóc. Nguỵ vương trao cho ông ấn thượng tướng quân. Năm 247 TCN, ông sai sứ báo khắp các chư hầu, chư hầu nghe ông làm tướng, đều sai tướng đem quân cứu Ngụy. Tín Lăng quân cầm quân cả năm nước đánh tan quân Tần ở Hà Ngoại. Tướng Tần là Mông Ngao bỏ chạy.
Nguỵ Vô Kỵ thừa thắng đuổi quân Tần đến ải Hàm Cốc, chẹn đường quân Tần, quân Tần không dám ra. Kể từ trận đó uy thế của ông nổi khắp các nước chư hầu.
Tần Trang Tương vương lo lắng, bèn cho người đem một vạn cân vàng sang nước Ngụy, tìm người khách của Tấn Bỉ, khiến người này gièm ông với Ngụy vương rằng:
Công tử trốn ra nước ngoài đã mười năm nay làm tướng nước Ngụy, chư hầu đều theo. Chư hầu chỉ nghe nói Ngụy công tử không nghe nói đến vua Ngụy. Công tử nhân lúc này muốn quay mặt về hướng Nam làm vua. Chư hầu sợ uy công tử cũng muốn cùng nhau lập công tử.
Nước Tần mấy lần sai phản gián, giả mừng ông được lập làm Ngụy vương. Ngụy An Ly Vương ngày nào cũng nghe lời gièm pha cuối cùng tin theo, sai người khác thay ông làm tướng. Ông biết mình vì gièm pha mà bị phế truất bèn cáo bệnh sa vào tửu sắc, ngày đêm vui chơi. Bốn năm sau, năm 243 TCN, ông mắc bệnh vì rượu mà qua đời, không rõ bao nhiêu tuổi.
Tần vương nghe tin ông mất, bèn sai Mông Ngao đánh Ngụy lấy hai mươi thành, sau đó nước Tần dần dần chiếm nuốt Ngụy, 18 năm sau thì bắt Ngụy vương Giả, tiêu diệt nước Ngụy (225 TCN).
Năm 195 TCN, sau khi đánh dẹp Anh Bố trở về, Hán Cao Tổ cho đặt năm nhà để giữ mồ mả tế Tín Lăng quân, hàng năm bốn mùa tế tự ông.